# Анджејки
Анджејки (пољ. Andrzejki) је село у Пољској које се налази у војводству Подласком у повјату Ломжињском у општини Ломжа.
Од 1975. до 1998. године ово насеље се налазило у Ломжињском војводству.